# Liste der Monuments historiques in Plancoët
Die Liste der Monuments historiques in Plancoët führt die Monuments historiques in der französischen Gemeinde Plancoët auf.

## Liste der Bauwerke
| Bezeichnung    | Beschreibung              | Standort                   | Kennzeichnung | Schutzstatus | Datum | Bild           |
| -------------- | ------------------------- | -------------------------- | ------------- | ------------ | ----- | -------------- |
| Haus           | Erbaut im 16. Jahrhundert | 25, rue de l’Abbaye (Lage) | PA00089393    | Inscrit      | 1926  | weitere Bilder |
| Friedhofskreuz | 17. Jahrhundert           | Rue de la Madeleine (Lage) | PA00089392    | Inscrit      | 1926  | weitere Bilder |

## Liste der Objekte

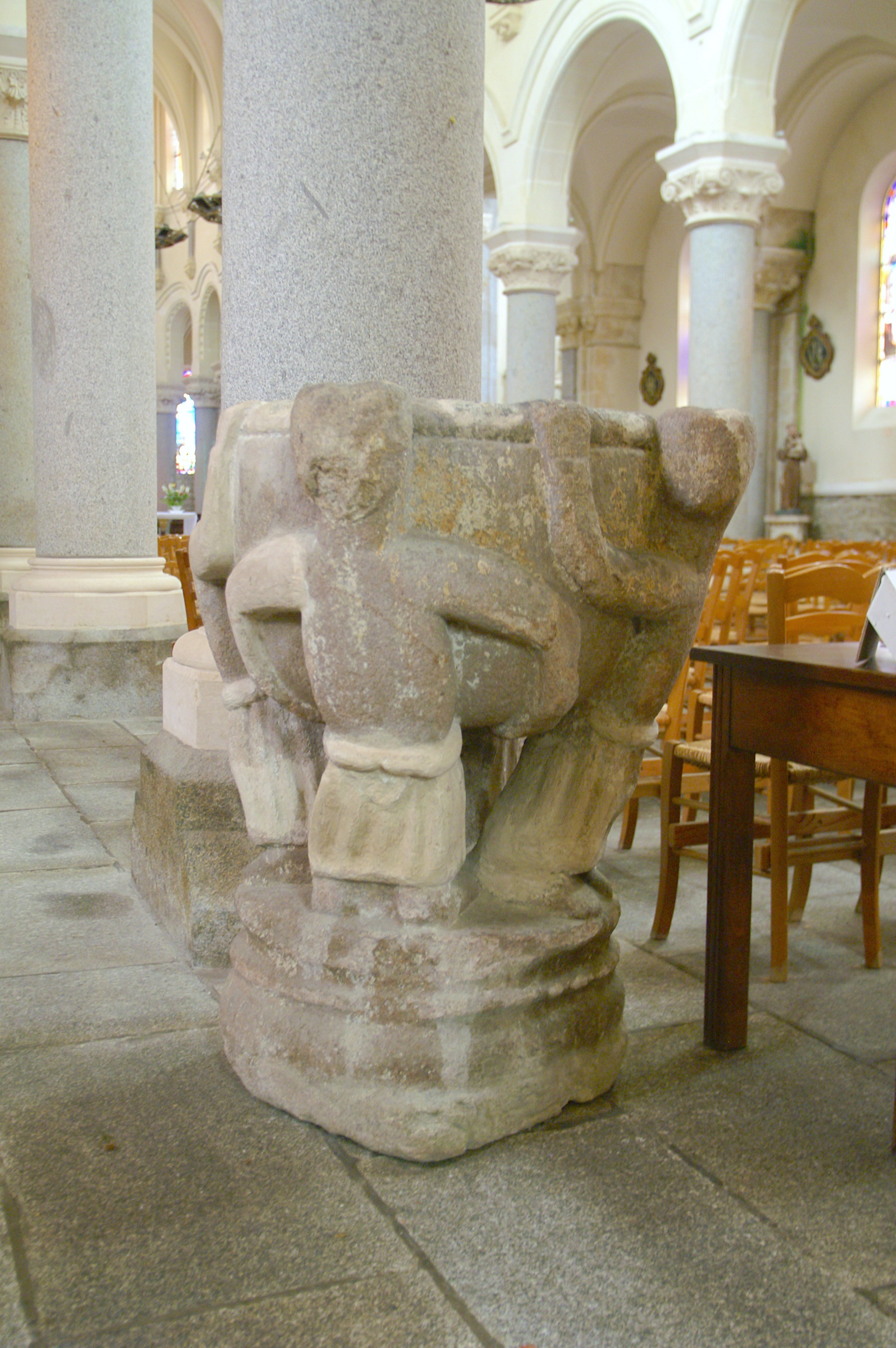
Taufbecken (15. Jahrhundert) in der Kirche St-Sauveur

- Monuments historiques (Objekte) in Plancoët in der Base Palissy des französischen Kultusministeriums